# Bertram Fields
 (janvier 2017).
Si vous disposez d'ouvrages ou d'articles de référence ou si vous connaissez des sites web de qualité traitant du thème abordé ici, merci de compléter l'article en donnant les références utiles à sa vérifiabilité et en les liant à la section « Notes et références ».
Pour les articles homonymes, voir Fields.
Bertram Fields alias Bert Fields (né le 31 mars 1929 à Los Angeles et mort le 7 août 2022 à Malibu (Californie)) est un avocat américain spécialisé dans le droit du divertissement et qui a été l'avocat de nombreux studios de production ainsi que des vedettes comme les Beatles, Warren Beatty, James Cameron, Mike Nichols, Joel Silver, Tom Cruise, Dustin Hoffman, John Travolta et Michael Jackson lors de procès retentissants qui ont fait jurisprudence.

## Anecdote
Bertram Fields est un des témoins les plus influents du monde du spectacle à Hollywood à être appelés à témoigner lors du procès d'Anthony Pellicano.